# Austria ai Giochi della IX Olimpiade
L'Austria partecipò ai Giochi della IX Olimpiade, svoltisi ad Amsterdam, Paesi Bassi, dal 28 luglio al 12 agosto 1928,  
con una delegazione di 73 atleti, di cui 6 donne, impegnati in 13 discipline,
aggiudicandosi 2 medaglie d'oro e 1 medaglia di bronzo.

## Medagliere

### Per discipline
| Sport             | Oro | Argento | Bronzo | Totale |
| ----------------- | --- | ------- | ------ | ------ |
| Sollevamento pesi | 2   | 0       | 0      | 2      |
| Canottaggio       | 0   | 0       | 1      | 1      |
| Totale            | 2   | 0       | 1      | 3      |

### Medaglie
| Medaglia | Atleta                   | Sport             | Evento                 |
| -------- | ------------------------ | ----------------- | ---------------------- |
| Oro      | Franz Andrysek           | Sollevamento pesi | Pesi piuma             |
| Oro      | Hans Haas                | Sollevamento pesi | Pesi leggeri           |
| Bronzo   | Leo Losert Viktor Flessl | Canottaggio       | Due di coppia maschile |